# Бакшино (Вологодская область)
Бакшино — деревня в Грязовецком районе Вологодской области.
Входит в состав Сидоровского муниципального образования, с точки зрения административно-территориального деления — в Сидоровский сельсовет.
Расстояние по автодороге до районного центра Грязовца — 48 км, до центра муниципального образования Сидорово — 0,5 км. Ближайшие населённые пункты — Большой Дор, Бекренево, Горицы, Сидорово.
По переписи 2002 года население — 17 человек.